# سرخرگ نازک‌نئی
سرخرگ نازک‌نئی یا سرخرگ پرونئال یا سرخرگ فیبولار (به انگلیسی: peroneal artery) یا (به انگلیسی: fibular artery) یکی از دو شاخه تنه درشت‌نئی‌نازک‌نئی بوده که از سرخرگ پشت‌زانویی (پوپلیتئال) جدا می‌شود.
این شریان به کُمپارتمان لترال ساق پا خون‌رسانی کرده و همراه با دو سیاهرگ نازک‌نئی طی مسیر می‌کند.

## شاخه‌ها
- شاخه‌های عضلانی[۱]
- سرخرگ تغذیه کننده[۲]
- شاخه‌های سوراخ‌کننده (پرفوران)[۳]
- شاخه‌های ارتباطی[۴]
- شاخه‌های پاشنه پا[۵]